# Alcatraz

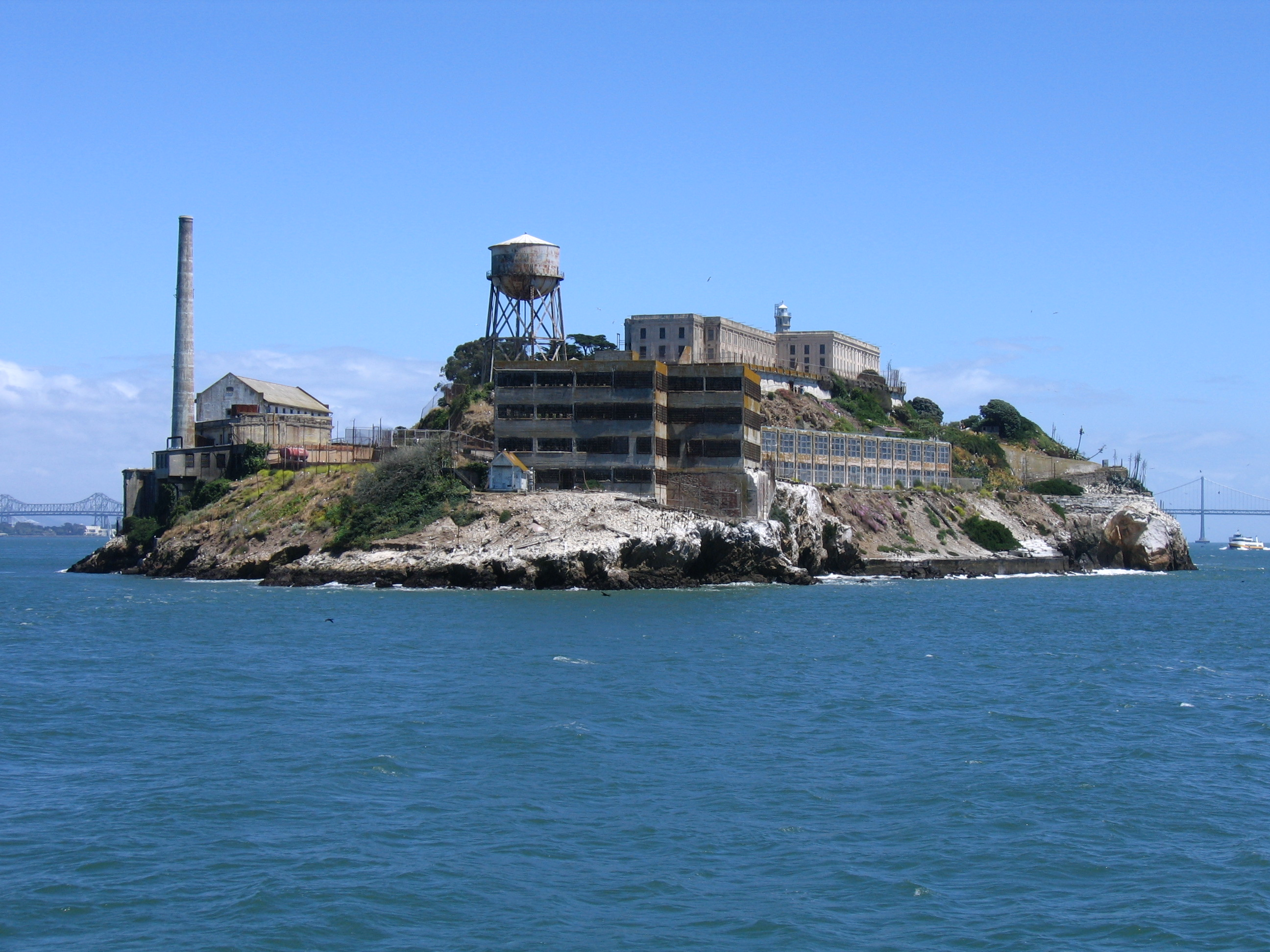
Ostrov Alcatraz v roce 2005

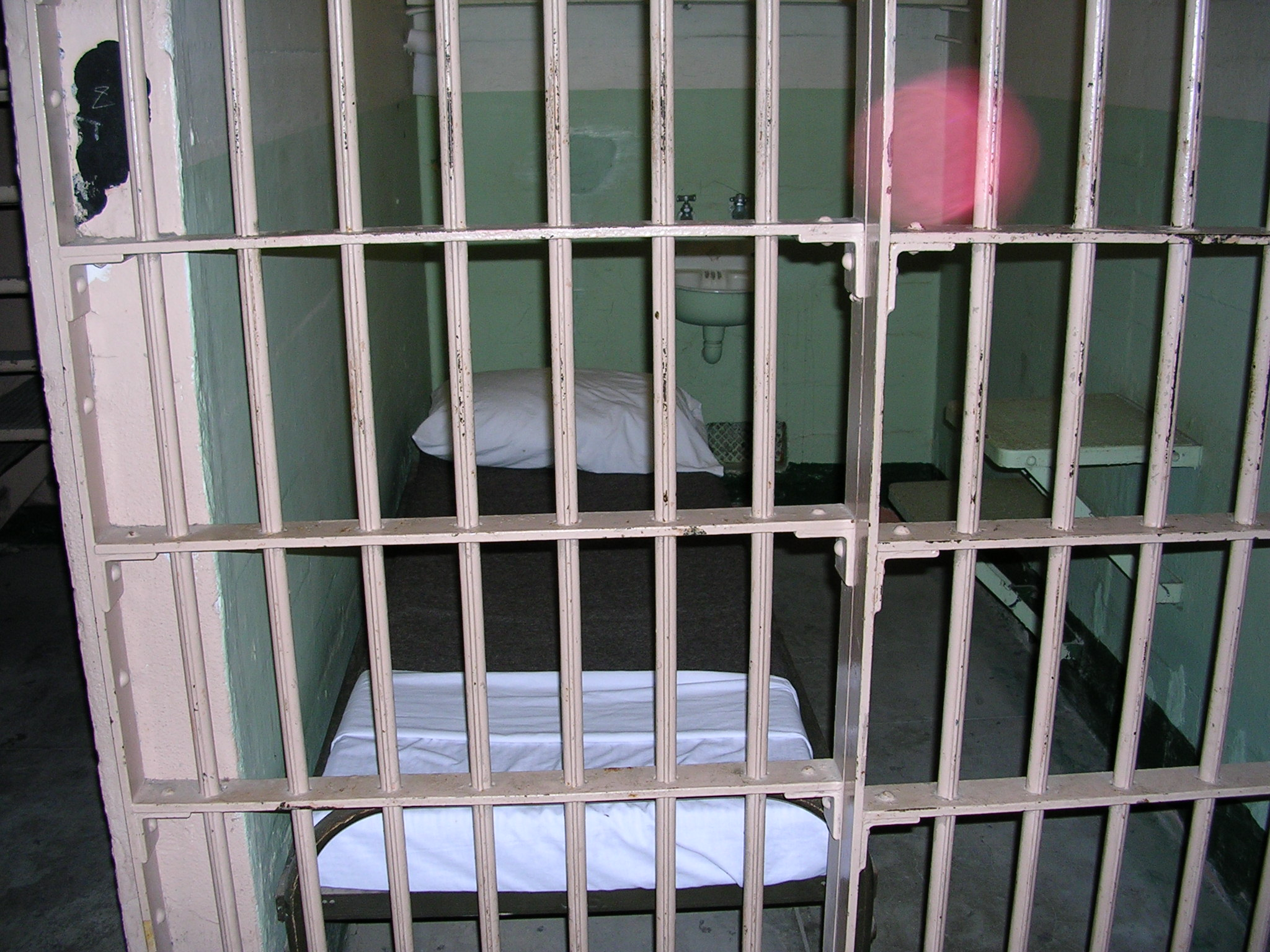
Interiér cely ve věznici

Alcatraz je skalnatý ostrov ležící uprostřed Sanfranciského zálivu v Kalifornii. Nachází se zhruba 2 kilometry od pobřeží a jeho rozloha činí 9 hektarů. Ostrov objevil námořní důstojník Juan Manuel de Ayala, když v roce 1775 jako první Evropan na ostrově přistál. Jméno ostrova vzniklo z původního španělského názvu Isla de los Alcatraces (ostrov terejů). Od roku 1850 byla na Alcatrazu umístěna obranná pevnost, jež později sloužila jako vojenská věznice. Ostrov je známý především jako sídlo přísně střežené federální věznice, která na Alcatrazu fungovala v letech 1934–1963.
V současnosti je ostrov Alcatraz významnou historickou památkou a velmi navštěvovanou turistickou atrakcí. Kromě samotné bývalé věznice se zde nachází též zbytky původního vojenského opevnění a nejdéle fungující maják na západním pobřeží USA. Správou ostrova je od roku 1972 pověřena federální agentura NPS (správa národních parků), jelikož Alcatraz je útočištěm kolonií mořských ptáků a jiných vzácných živočichů.

## Dějiny ostrova
Indiánské kmeny pravděpodobně okolí Sanfranciské zátoky obývaly již více než 10 000 let před naším letopočtem. Tato oblast Kalifornie poskytla útočiště zejména příslušníkům kmenů Mivoků a Ohlonů. Význam ostrova v té době není možné přesně určit, nicméně vzhledem k jeho poloze a skalnatému terénu se historikové domnívají, že sloužil zřejmě jako oblast sběru potravy, zejména vajec mořských ptáků. V oblasti byly též příznivé podmínky pro rybolov. Podle některých starých pověstí byl ostrov také místem, kam byli posíláni do vyhnanství Indiáni, jež se vzepřeli kmenovým zákonům.

### Objevení Evropany
Sanfranciská zátoka čekala na své objevení evropskými kolonizátory až do druhé poloviny osmnáctého století právě díky přítomnosti ostrova Alcatraz, který při pohledu z větší vzdálenosti vyplňuje prostor úžiny Golden Gate, a budil tak v kolonizátorech optický dojem kompaktnosti kalifornského pobřeží. Zátoka byla objevena v roce 1769, na ostrově Alcatraz jako první přistál španělský námořní důstojník Juan Manuel de Ayala 11. srpna 1775. V té době byl ostrov opuštěný, ani vegetace nebyla nikterak bujná. Ostrov obývala pouze hejna mořských ptáků, podle nichž byl ostrov pojmenován. De Ayala dal ostrovu původně jméno Isla de los Alcatraces (ostrov terejů), jež se postupem času vyvinulo do dnešní podoby Alcatraz.
Prvním známým majitelem ostrova byl Julian Workman, který jej získal 8. června 1846 od guvernéra Kalifornie (tehdy součástí Mexika) pod záminkou postavení majáku, k němuž nakonec nedošlo. Později toho roku ostrov jménem americké vlády koupil vojenský důstojník John Charles Frémont za částku 5000 dolarů. Po skončení mexicko-americké války a právním sporu vysoudila Alcatraz od Frémonta vláda Spojených států, jelikož při koupi ostrova jednal jejím jménem. Frémont ještě předtím ostrov prozkoumal a dospěl k závěru, že by mohl být vhodný pro stavbu vojenského opevnění, jež by chránilo zátoku, zejména nedaleké rozvíjející se město San Francisco. V následujících letech proběhlo zmapování ostrova a byla posuzována jeho vhodnost pro výstavbu obranné pevnosti.

### Vojenská pevnost

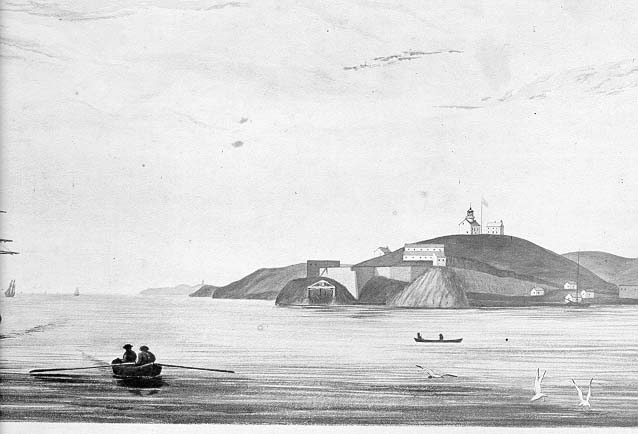
Pohled na ostrov Alcatraz v roce 1854, na vrcholu původní maják

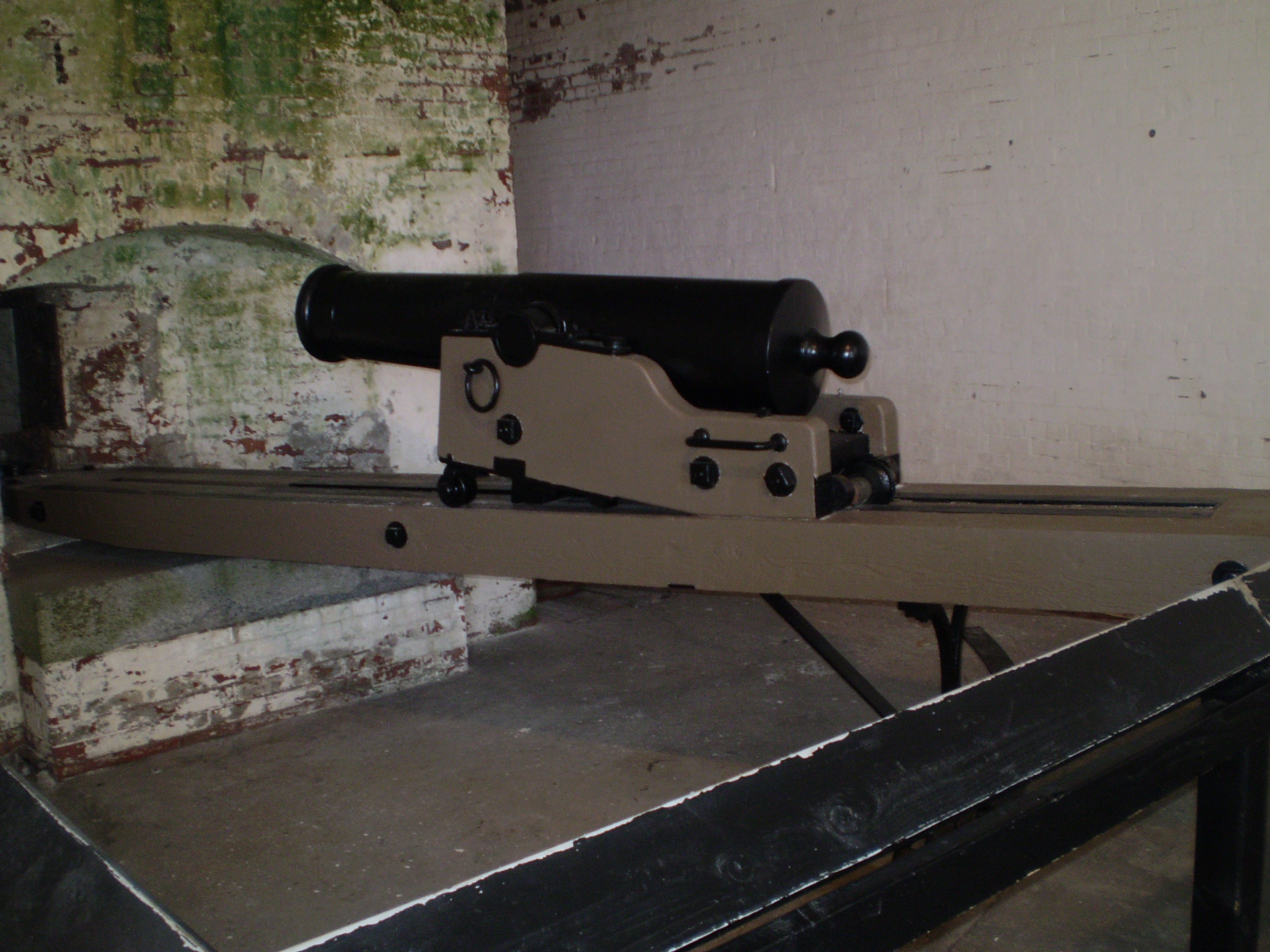
Dělostřelecký kanón na Alcatrazu

Podnětem pro zahájení výstavby se stalo propuknutí zlaté horečky v roce 1849, kdy se do Kalifornie začalo sjíždět množství lidí a směřovaly sem taktéž milionové investice. Prudký rozvoj zaznamenalo i samotné San Francisco, jehož populace se během tří let zvýšila z 500 na 35 000 obyvatel, stalo se jedním z nejbohatších měst světa a získalo vedoucí postavení mezi městy na západním pobřeží Spojených států. Protože bylo nutné ochránit bohatou a vzkvétající oblast před případnými útoky z cizích zemí, byl Alcatraz spolu s několika dalšími ostrovy v zátoce vyhrazen prezidentským nařízením ze dne 6. listopadu 1850 pro „veřejné účely“.
Plány pro výstavbu vojenského opevnění Sanfranciské zátoky zahrnovaly primárně výstavbu dvou pevností po obou stranách úžiny Golden Gate (Fort Point na jihu a Point San Jose na severu), pevnost na Alcatrazu byla zamýšlena jako sekundární obranná pozice. Stavba severní pevnosti ale v počátcích narazila na problémy, proto se výstavba opevnění na ostrově záhy stala prioritou. Stavební práce započaly v roce 1853 a komplikoval je skalnatý terén ostrova, který zapříčinil i vysoké finanční náklady. Přesto byla pevnost dokončena v prosinci 1859, deset let po vypuknutí zlaté horečky, jako první ze tří plánovaných obranných staveb v oblasti. Pevnost Fort Point na jižním břehu průlivu Golden Gate začala sloužit až v roce 1861, Point San Jose (později modernizována a pojmenována Fort Mason) o tři roky později. Důležitou součástí pevnosti se stal také maják, uvedený do provozu pravděpodobně 1. června 1854 (některé zdroje datují jeho dokončení již v roce 1849). Jeho úkolem bylo navigovat lodě mířící do rušného sanfranciského přístavu, které do té doby často troskotaly na nebezpečných útesech kalifornského pobřeží. Jednalo se o první maják na západním pobřeží Spojených států.
Alcatraz byl na svou dobu velmi silnou pevností a stal se symbolem vojenské moci Spojených států. V jeho centru stála mohutná třípatrová citadela, součástí komplexu byly i opevněné dělostřelecké pozice (kasematy) sloužící k obraně přístavu a brána střežící příjezdovou cestu. Výzbroj Alcatrazu původně tvořilo jedenáct děl přivezených v roce 1854, na počátku šedesátých let 19. století již vojáci v pevnosti disponovali 111 kanóny. Největší z nich vystřelovaly dělové koule o průměru 15 palců (asi 38 cm) a váze 450 liber (204 kg). Z pevnosti bylo ovládáno 450 elektricky řízených podvodních min rozmístěných po zátoce v roce 1854. Během americké občanské války (1861–1865) nechal plukovník Albert Sidney Johnston převézt na Alcatraz 10 000 mušket, aby zamezil jejich zneužití nepřátelskými vojsky. Posádka pevnosti byla v té době připravena čelit útokům ze strany Konfederace i případným útokům cizích zemí, jelikož hrozilo, že se někdo pokusí napadnout Spojené státy v době, kdy byly zaměstnány vnitřními problémy. Alcatraz se však nikdy žádné bitvy přímo nezúčastnil a již od šedesátých let byl využíván spíše jako věznice pro vojenské trestance. Z jeho děl vyšel pouze jediný výstřel, a to následkem nedorozumění.
Po skončení občanské války došlo k několika dílčím modernizacím výzbroje pevnosti, například byla vybavena kanóny s vrtanou hlavní. Během následujících čtyřiceti let se však její technologie stávala zastaralou a neschopnou případné obrany proti stále dokonalejším válečným lodím. Již od počátku občanské války sem byli přiváženi vojenští trestanci, zejména díky poměrně velké vzdálenosti od pobřeží a studené vodě v okolí ostrova byl Alcatraz vytipován jako vhodné místo pro založení vojenské věznice. Armáda proto odvezla z ostrova zbraně a od roku 1907 se Alcatraz stal oficiálně vojenskou věznicí.

### Federální věznice
V místním vězení strávil čtyři a půl roku známý Al Capone, mezi prvními vězni byl George „Machine Gun“ Kelly, který si zde odseděl celých 17 let za únos. Proslavil se také vězeň s číslem AZ 594, známý jako Ptáčník, vlastním jménem Robert Stroud, kterého ve filmu The Birdman of Alcatraz ztvárnil Burt Lancaster. V roce 1962 se podařilo z přísně střežené věznice Alcatraz uprchnout Franku Morrisovi a bratrům Anglinům, kteří se na útěku možná utopili (nebylo 100% prokázáno). Mezi další neblaze proslulé obyvatele věznice patřil také bankovní lupič Floyd Hamilton, který byl komplicem Bonnie a Clyda. Dále potom Morton Sobell, usvědčený v Rosenbergově špionážním případu.

### Obsazení ostrova indiány v roce 1969
V roce 1969 se Indiáni spojili s militantními organizací černochů – Černí panteři a obsadili ostrov Alcatraz. Opírali se o sto let starou smlouvu s Fort Laramie, podle níž mají právo užívat neosídlenou zem. Po zrušení známé věznice se tak naskytla vhodná příležitost. Časem se zde podařilo vybudovat komunitu, která žila z darů a turistiky. V roce 1970 ale americká vláda vyhlásila blokádu ostrova a v následujících jednáních nabídli vládní agenti za odstoupení ostrova čtvrt milionu dolarů a právo užívat polovinu ostrova. K dohodě však nedošlo a komunita byla vyhoštěna násilím. Poprvé v historii přitom zasáhl vůči Indiánům speciální oddíl US Marshals.

### Správa národních parků
V roce 1972 Alcatraz spolu s Fort Mason zakoupila od Armády Spojených států Správa národních parků a založila národní rekreační oblast Golden Gate National Recreation Area. Prezident Richard Nixon vyčlenil 120 milionů dolarů na nákup pozemků a rozvoj oblasti. Od té doby je pod správou Golden Gate National Recreation Area a v současnosti funguje jako turistická atrakce a muzeum věnující se období, kdy na ostrově fungovala federální věznice. Ročně Alcatraz navštíví přibližně 1,2 milionu návštěvníků.

### Oznámení o znovuotevření věznice
Dne 4. května 2025 prezident Donald Trump na své sociální síti oznámil, že nařídil znovu otevřít věznici Alcatraz a má v úmyslu posílat do ní nejhorší zločince. Trump uvedl, že znovuotevření věznice má sloužit jako symbol práva, pořádku a spravedlnosti. Trumpův návrh kritizovali guvernér Kalifornie Gavin Newsom a řada dalších členů Demokratické strany v Kalifornii.

## Pokusy o útěk

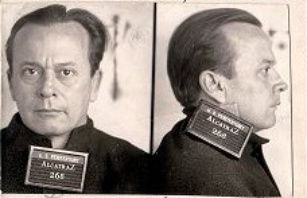
Arthur Barker, vězněn za vraždu a únos

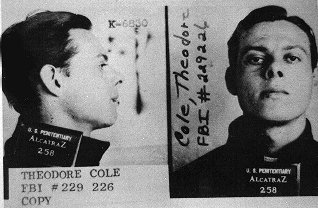
Theodore Cole, vězněn za únosy a bankovní přepadení

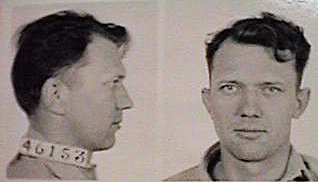
Ralph Roe, vězněn za bankovní přepadení

Během 29 let (1934–1963), co federální věznice fungovala, se 36 mužů (včetně dvou, kteří se o útěk pokusili dvakrát) pokusilo o 14 samostatných pokusů o útěk. Z těchto pokusů bylo 23 vězňů chyceno, 6 zastřeleno během jejich útěku, z toho 2 utonuli:
- 1936 (27. duben) – během výkonu své práce se Joe Bowers pokusil přelézt plot, při seskakování byl postřelen. Zemřel na následky zranění.
- 1937 (16. prosinec) – Theodore Cole a Ralph Roe zmizeli v Sanfranciském zálivu. Tento pokus se udál za bouřky, tudíž proud byl obzvláště rychlý a silný. Oficiálně jsou stále pohřešovaní a pravděpodobně mrtví.
- 1938 (23. květen) – James Limerick, Jimmy Lucas a Rufus Franklin napadli dozorce Royala Clinea kladivem (ten zraněním podlehl). Poté se jim podařilo vyšplhat na střechu, kde se pokusili odzbrojit strážníka u střešní věže. Limerick a Franklin byli strážníkem Haroldem Titesem postřeleni. Limerick následně na zranění zemřel. Lucas a Franklin byli odsouzeni doživotním trestem za vraždu prvního strážníka.
- 1939 (13. leden) – Arthur „Doc“ Barker, Dale Stamphill, William Martin, Henry Young a Rufus McCain unikli z izolované cely přeřezáním mříží a ohnutím okenních mříží. Na západním břehu ostrova byli nalezeni dozorcem. Martin, Young a McCain se vzdali, zatímco Barker a Stamphill byli postřeleni po neuposlechnutí se vzdát. Barker zranění nepřežil.
- 1941 (21. květen) – Joe Cretzer, Sam Shockley, Arnold Kyle a Lloyd Barkdoll zajali několik dozorců jako své rukojmí. Ti byli dozorci přesvědčeni, že není možné uniknout, načež se vzdali.
- 1941 (15. září) – John Bayless se pokusil o útěk, vzdal se ale krátce po proniknutí do Sanfranciského zálivu. Později se u soudu v San Francisku pokusil o útěk znovu. Opět bezúspěšně.
- 1943 (14. duben) – James Boarman, Harold Brest, Floyd Hamilton a Fred Hunter zajali dva strážníky jako rukojmí. Těm se ale podařilo vězňům vymanit. Byl postřelen Boarman, Brest a Hamilton. Hunter a Brest byli zatčeni. Boarman byl zasažen střelbou nejvíce a v zálivu utonul. Hamilton byl na krátko považován též za utonulého. Po několikadenním skrývání byl Hamilton objeven strážníky.
- 1943 (7. srpen) – Huron „Ted“ Walters zmizel z vězeňské prádelny. Byl chycen na pobřeží ještě předtím, než se vůbec pokusil dostat se do zálivu.
- 1945 (31. červenec) – jako jeden z nejdůmyslnějších pokusů byl označen případ Johna Gilese. Ten využil výhod své práce u nákladního přístaviště, kde vykládal armádní prádlo poslané na ostrov k vyčištění. Pracoval přesčas, poté ukradl vojenskou uniformu, v ní se poté pokusil o útěk. Jeho počin byl odhalen téměř okamžitě. K jeho smůle loď, na niž nastoupil, směřovala k Angel Island, nikoliv k San Francisku. Když na ostrově vystoupil, byl strážníkem zatčen a poslán zpět na Alcatraz.
- 1946 (2.–4. květen) – během tohoto incidentu, známého jako Boj v Alcatrazu, 6 vězňů přemohlo dozorce a tím získali přístup ke zbraním a klíčkům od cel. Jejich plán se záhy začal rozpadat při zjištění, že postrádají klíč ode dvora. Místo toho, aby se Bernard Coy, Joe Cretzer, Marvin Thompson vzdali, rozhodli se bojovat. Nakonec se Shockley, Thompson a Carnes vrátili do cel. Bylo to po tom, co byli Cretzerem postřeleni strážníci. První z dozorců, William Miller, zemřel na následky zranění. Druhý dozorce, Harold Stites (již jednou zmíněný), byl zastřelen při pokusech znovu získat kontrolu nad věznicí. Přes 18 dozorců bylo zraněno. Shockley, Thompson a Carnes stanuli před soudem za vraždu dozorců. Shockley a Thompson byli odsouzeni doživotním trestem – zemřeli v plynové komoře v San Quentinu v prosinci 1948. Další ze zločinců byli v průběhu boje zabiti.
- 1956 (23. červenec) – Floyd Wilson zmizel z věznice, ale po několika hodinách byl objeven a nato se vzdal.
- 1958 (29. září) – Aaron Burgett a Clyde Johnson přemohli dozorce a pokusili se uplavat z ostrova. Johnson byl chycen ve vodě, zatímco Burgett zmizel. Jeho tělo bylo nalezeno vznášející se na hladině zálivu po dvou týdnech.
- 1962 (11. červen) – proslaven filmem s Clintem Eastwoodem (Útěk z Alcatrazu) – Frank Lee Morris a bratři John a Clarence Anglinové. Zmizeli ze svých cel a už nikdy nebyli znovu spatřeni. Morris a bratři Anglinové jsou uvedení jako pohřešovaní. Je potvrzeno, že jednomu z dozorců posléze byla doručena prázdná pohlednice z Brazílie. Spekuluje se o tom, že pravděpodobně přežili útěk. Tento útěk byl zrekonstruován v televizním pořadu Bořiči mýtů.
- 1962 (16. prosinec) – John Paul Scott a Darl Parker ohnuli kuchyňské mříže od okna v suterénu. Vyšplhali přes něj s cílem dostat se do zálivu. Parker byl nalezen kousek od ostrova na útesu. Scott se pokusil plavat směrem k San Francisku, ale proud jej stáhl pod vodu. Byl nalezen několika teenagery na balvanech blízko Fort Point (pod Golden Gate Bridge) a převezen do vojenské nemocnice.

## Areál ostrova
Na ostrově se nachází několik budov:
- Hlavní věznice – dělená na 4 sektory (A, B, C, D)
- Jídelna – napojená na věznici, kapacita 250 strávníků
- Nová průmyslová budova – z roku 1939; prádelna, průmyslové dílny a šicí dílna
- Stará průmyslová budova – poškozena, nepoužívaná již od roku 1936
- Elektrárna
- Skladiště a zásoby
- Márnice
- Administrativní budova – napojena na hlavní věznici
- Ubytovny dozorců
- Heliport
- Přístav
- Budova č. 64 – původně ubytovna dozorců, později ubytovna důstojníků a jejich rodin, později dům pro hosty
- Pošta a důstojnický klub – místo pro setkávání důstojníků a jejich rodin
- Maják – 26 metrů vysoký, nejstarší na západním pobřeží USA
- Vodárenská věž – 29 metrů vysoká, kapacita 950 000 litrů vody

## Název ostrova
Název ostrova je zkomoleninou los Alcatraces, jak jej v roce 1775 nazval Juan Manuel de Ayala. Tento název doslova znamené ostrov terejů.

## Režim věznice na ostrově Alcatraz
Věznice měla 4 sekce:
- A – vojenské vězení
- B – místo pro nově příchozí, kde strávili první 3 měsíce
- C – dlouhodobý pobyt vězňů
- D – zvaný díra; tvrdé tresty pro osoby, které porušily pravidla věznice

Vězni denně absolvovali 12 osobních prohlídek. Na jednoho strážného připadli 3 vězni. Vězní se museli sprchovat teplou vodou, aby se nemohli otužit a při vstupu do chladné vody Sanfranciského zálivu zažili teplotní šok. Vězni měli společné pouze obědy, jinak trávili všechen čas na samotce. Strava ve věznici byla údajně velice kvalitní, aby nedocházelo ke vězeňským vzpourám.